# Liste der Flughäfen in Ruanda

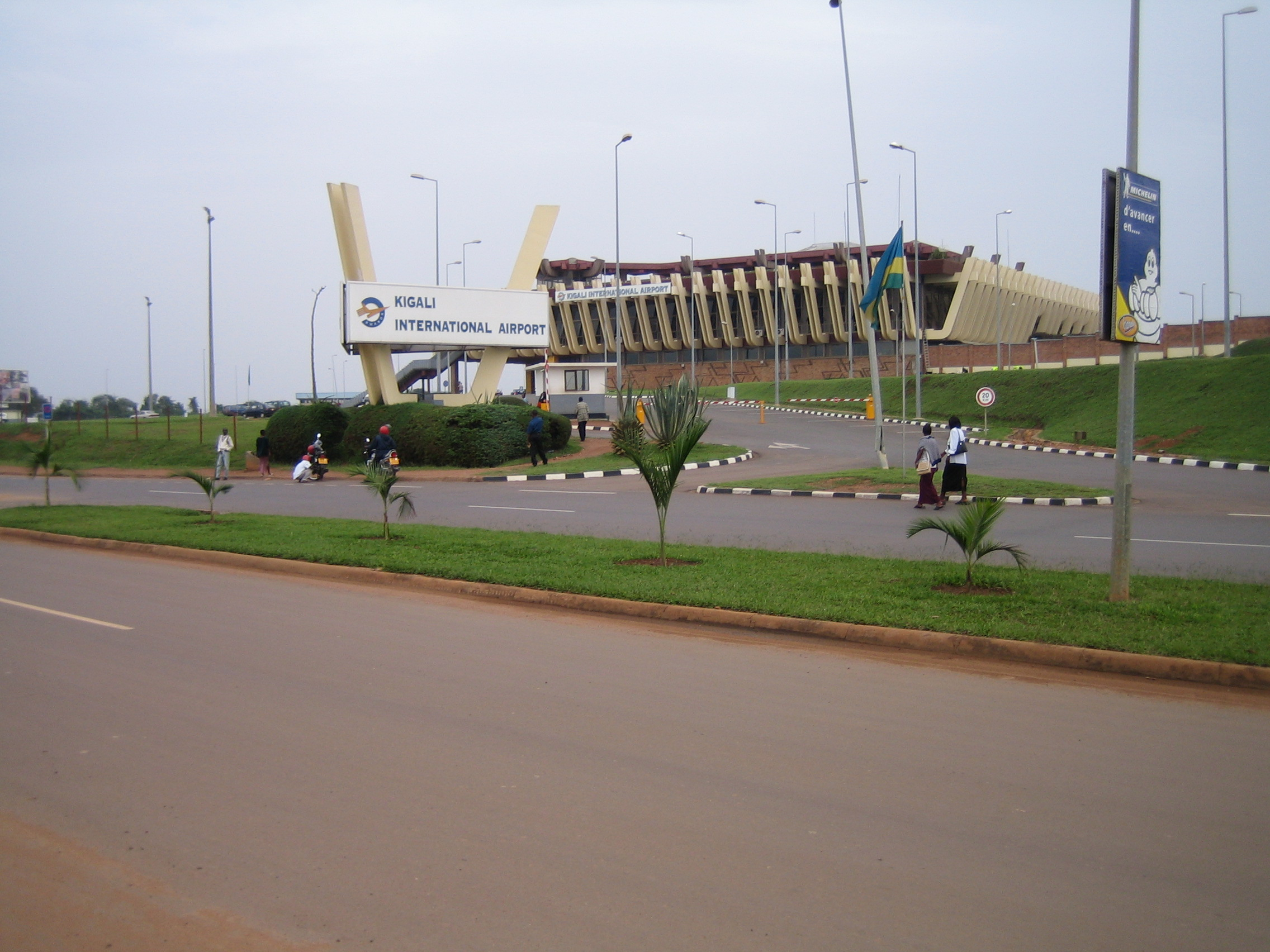
Internationaler Flughafen Kigali (2006)

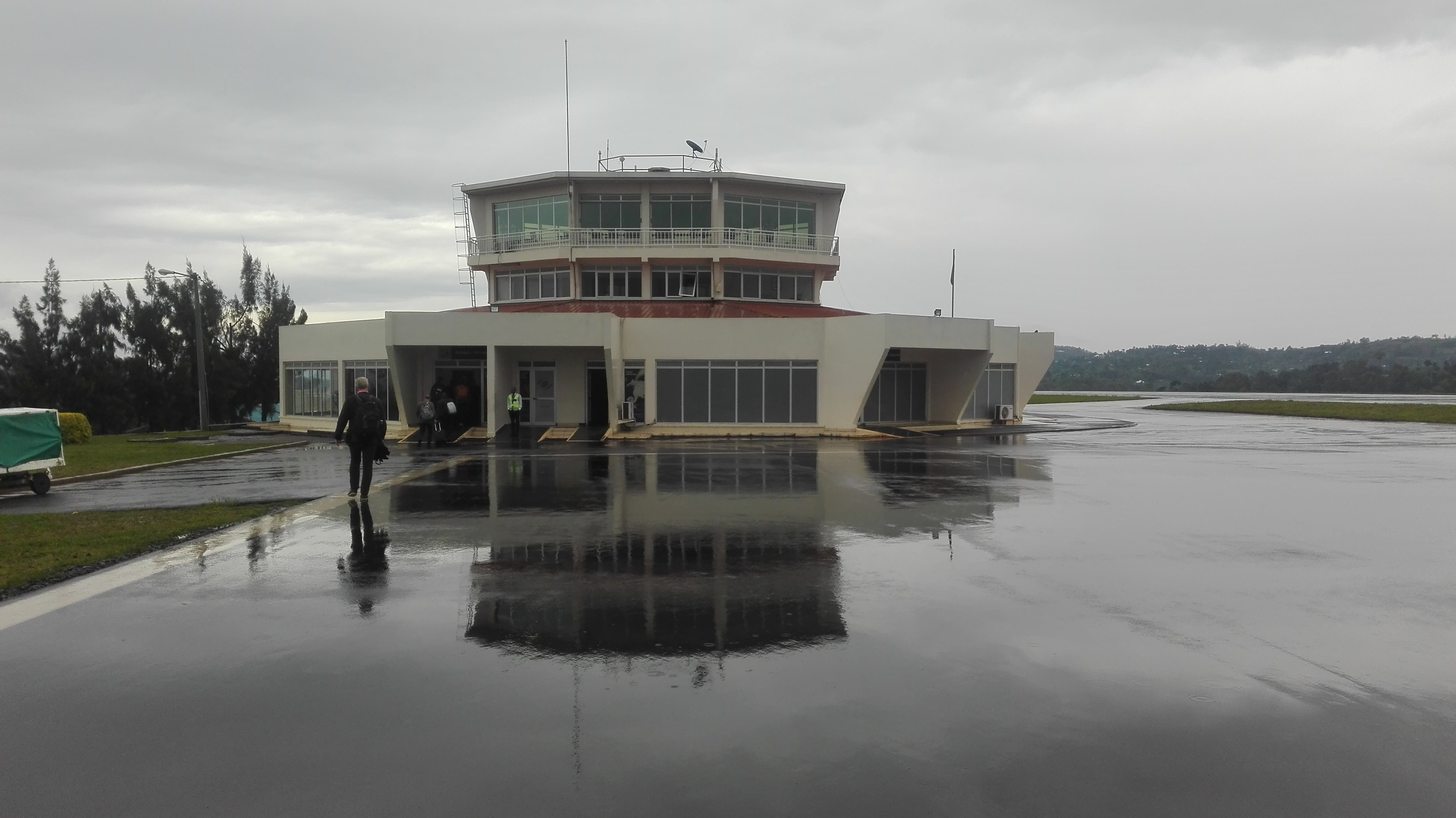
Flughafen Kamembe (2017)

Die Liste der Flughäfen in Ruanda enthält die wichtigsten Flughäfen in Ruanda.
Zu den fünf wichtigsten Flughäfen werden jeweils die Kenndaten IATA-Code, ICAO-Code, Nutzung, Art der Landebahn und die Stadt, in der sich der Flughafen befindet, angegeben.

## Wichtigste Flughäfen in Ruanda
| Name des Flughafens | IATA-Code | ICAO-Code | Nutzung | Landebahn          | Stadt     |
| ------------------- | --------- | --------- | ------- | ------------------ | --------- |
| Flughafen Butare    | BTQ       | HRYI      | Privat  | Asphaltiert        | Butare    |
| Flughafen Gisenyi   | GYI       | HRYG      | Zivil   | Asphaltiert        | Gisenyi   |
| Flughafen Kamembe   | KME       | HRZA      | Zivil   | Asphaltiert        | Cyangugu  |
| Flughafen Kigali    | KGL       | HRYR      | Zivil   | Asphaltiert        | Kigali    |
| Flughafen Nemba     | –         | HRYN      | Zivil   | Unbefestigt        | Nemba     |
| Flughafen Ruhengeri | RHG       | HRYU      | Zivil   | Unbefestigt (Gras) | Ruhengeri |

Im Bau befindlich ist zudem der Bugesera International Airport.